# Jutta Heinrich

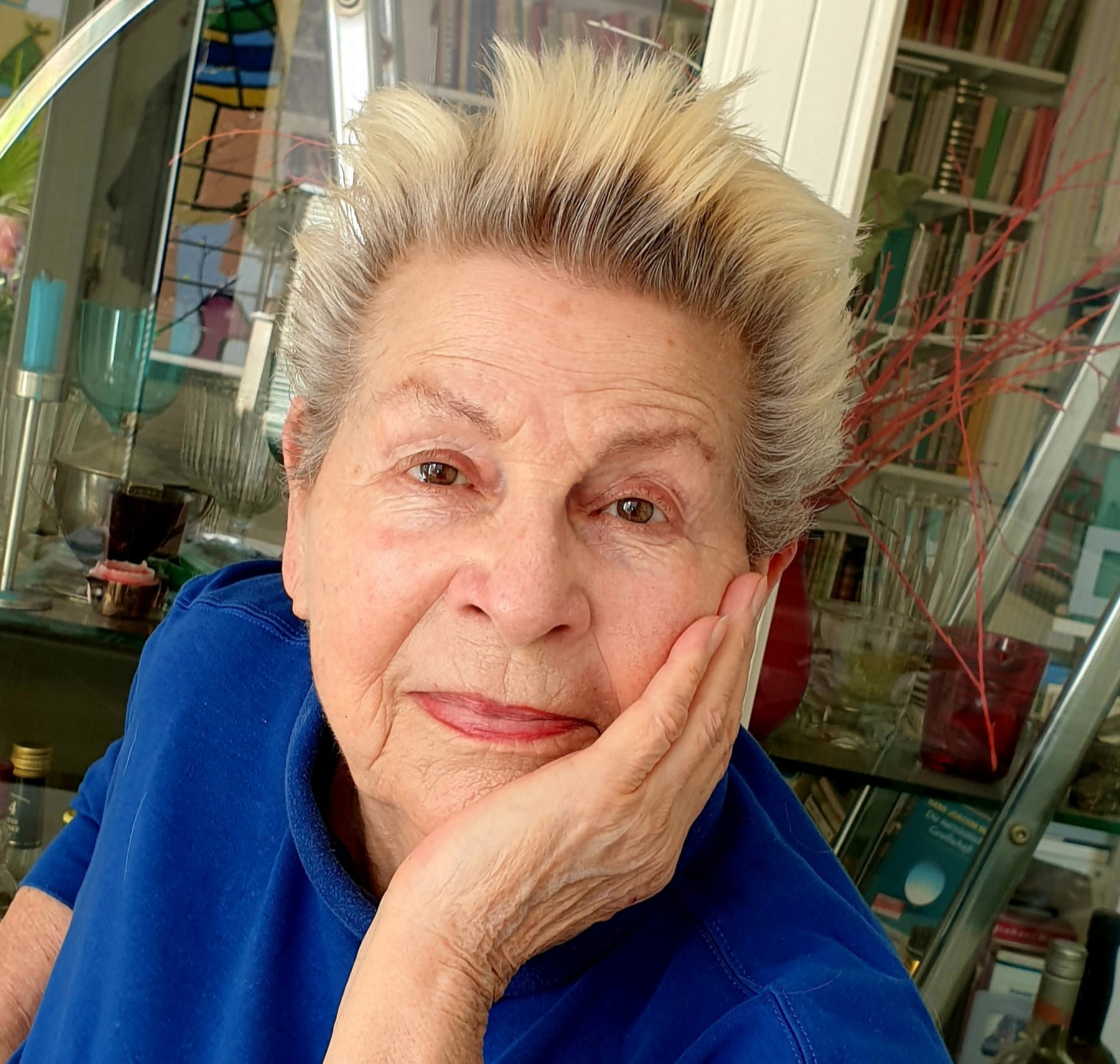
Jutta Heinrich (2020)

Jutta Heinrich (* 4. April 1937 in Berlin; † 23. Juli 2021 in Hamburg) war eine deutsche Schriftstellerin. Ihre Werke sind durchzogen von einer radikalen (Sprach-)Kritik an der Unterdrückung von Frauen. Heinrich gilt als prägende Gestalt der feministischen Literatur in Deutschland.

## Leben

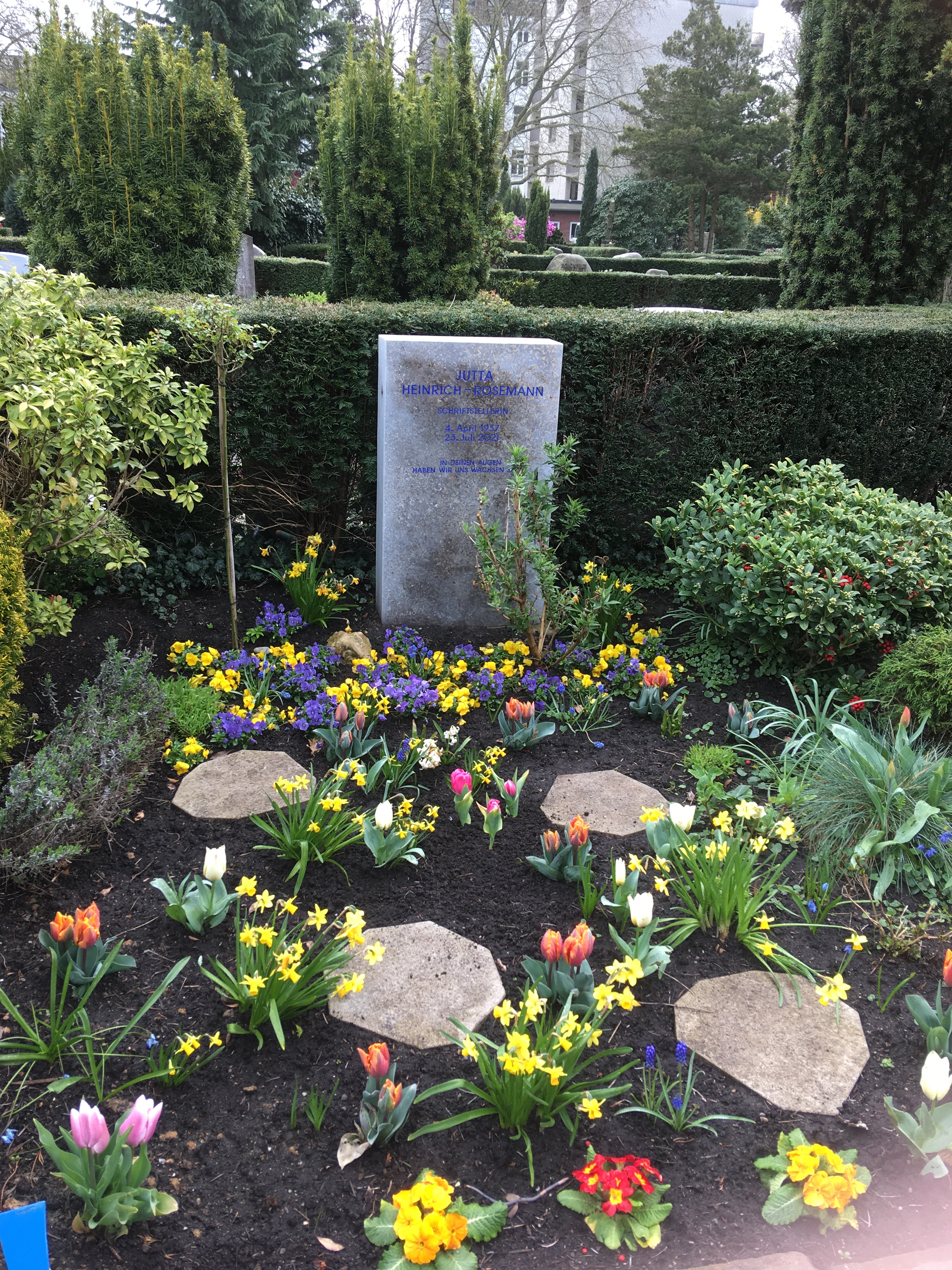
Grabstätte auf dem Friedhof Bernadottestraße

Jutta Heinrich war die Tochter eines Juristen und Unternehmers und einer ausgebildeten Kunstmalerin. Sie wuchs in Bayern auf, besuchte die Schule bis zur mittleren Reife und übte anschließend verschiedene Tätigkeiten im Groß- und Einzelhandel aus. Zunächst arbeitete sie als Betriebsleiterin in der väterlichen Furnier- und Sperrholzfabrik, später auch als Sekretärin, Handelsvertreterin und als selbständige Geschäftsfrau.
Nachdem sie ihr Abitur nachgeholt hatte, studierte sie ab 1972 Sozialpädagogik an der Fachhochschule Hamburg und ab 1975 Literaturwissenschaft und Germanistik an der Universität Hamburg. Parallel zu ihrem Studium begann sie mit der Veröffentlichung literarischer Werke. Sie verfasste Prosatexte, Essays, Theaterstücke und Hörspiele. Neben eigenen Buchprojekten schuf sie zahlreiche literarische Werke für Theater, Rundfunk und Fernsehen.
1987 nahm Heinrich am Ingeborg-Bachmann-Wettbewerb in Klagenfurt teil. Ab 1988 war sie als Lehrbeauftragte für Literatur, Politik und Geschichte an Universitäten in Bremen, Hamburg und Berlin tätig. 2007–2009 hatte sie eine Gastprofessur für Szenisches Schreiben an der Universität der Künste in Berlin inne.
Seit 1998 war Jutta Heinrich Mitglied des PEN-Zentrums Deutschland. Bis zu ihrem Tod engagierte sie sich als Vorstandsvorsitzende des Literaturzentrums im Literaturhaus Hamburg. Zudem gehörte sie bis 2020 dem Kuratorium der Kulturstiftung Schloss Agathenburg in Niedersachsen. Darüber hinaus wirkte sie als Jurorin des Walter-Kempowski-Literaturpreises.
Jutta Heinrich lebte in Hamburg. Sie starb 84-jährig und wurde auf dem Friedhof Bernadottestraße in Hamburg-Altona beigesetzt.

## Werk
Jutta Heinrich gilt als eine prägende Gestalt der feministischen Literatur in Deutschland. Ihre literarischen Werke, besonders die frühen, sind durchzogen von einer radikalen Kritik an der Unterdrückung von Frauen. Damit trugen sie maßgeblich zum Diskurs über weibliches Schreiben, Körperlichkeit von Frauen und feministische Literatur bei und beeinflussten den gesellschaftlichen Diskurs über Frauenrechte.
Heinrichs Debütroman Das Geschlecht der Gedanken (1966) thematisiert die männliche Dominanz in der deutschen Nachkriegsgesellschaft und die Rebellion gegen vorgeschriebene Geschlechterrollen. Der Schriftsteller Dieter Hoffmann erkannte in Heinrich eine typische Vertreterin der Neuen Subjektivität der späten 68er-Bewegung.

Ihr Schreibstil wird als experimentell und sprachkritisch beschrieben. In expressionistischer Manier beschreibt sie, wie patriarchale Strukturen sich in die Sprache und das Innenleben der Menschen eingeschrieben haben. Misstrauen und Ambivalenz gegenüber der Sprache durchziehen viele ihrer Romane wie zum Beispiel Unheimlich, erklärt. In ihrem Roman Alles ist Körper (1991) erklärt Heinrich ihr literarisches Anliegen:
„Ich bin verrückt und sehnsüchtig nach der Kultur, ihrer Ablagerung, die mir die Stimmen, all die verlorengegangenen Stimmen aus Schreien und Verbotenem in Angemessenheit zurückbringen. Ich bin verrückt nach der Wohlgefälligkeit der Poesie, die mir hinter ihrem Beben, hinter ihrer eingemauerten Unordnung doch ihr Spucken verheißt. Nicht ihre Oberfläche, ihr Blumiges, ihr Sing-Sang der Sinne ist es, es ist ihre Verdorbenheit, die aus dem Wort hängende Zote, die Sekunde der Wahrheit, die die Zähne bleckt; sie ist der Schatten in einer Flut aus Licht, das gegen die Lüge erfunden wurde, die wunderbar und einzig ist, denn sie allein ist der Beweis einer riesenhaften Anstrengung, die einstmals Aufruhr hieß. Ich liebe die Lüge, nur der Aufenthalt in ihr offenbart die Verwestheit der Wahrheit.“ 
Die Literaturwissenschaftlerin Dr. Hannelore Scholz analysierte im Autorinnen-Lexikon Heinrichs Sprache:
„Jutta Heinrichs Sprachkonzept ist kein festgelegtes, formuliertes. [...] sie sucht das Wort, das Bild, die Symbole, um gegen die Gefühlserstarrung anzuschreiben. Ihr durchgängiges Suchen nach einem Ort der Hoffnung ist als irrende, verzweifelte Suche nach der Heimat des Lebens präsent. Ihrer ungewöhnlichen Sprachkultur, präzisen gedanklichen Schärfe, ihrer Sensibilität und ihrem Phantasiereichtum begegnen wir wieder im Roman ‚Unheimliche Reise‘. Mit einer atemberaubenden Erzählstrategie führt Heinrich uns spannendes Erzählen vor.“
Heinrich griff auch andere gesellschaftlich relevante Themen auf, wie zum Beispiel die Gefahr einer atomaren Katastrophe in Werken wie Mit meinem Mörder Zeit bin ich alleine (1981) und in Eingegangen (1987). 
Neben ihrer literarischen Arbeit engagierte Heinrich sich in ihren späteren Lebensjahren in der literarischen Jugendarbeit. An Schulen und in Jugendzentren setzte sich besonders für die Sprachvermittlung für Kinder und Jugendliche aus bildungsfernen Familien ein. Ausgezeichnet wurde ihr Projekt „LIT. Junge Köpfe“ im Jahr 2009, das Schülern durch Kreatives Schreiben die Freude an der deutschen Sprache vermitteln sollte. Durch vielfältige Aktivitäten in literarischen Jurys, Weiterbildungsveranstaltungen und Schreibseminaren wurde Jutta Heinrich vor allem in späteren Jahren zu einer Schlüsselfigur der literarischen Nachwuchsförderung in Hamburg.

## Auszeichnungen
Neben zahlreichen Arbeitsstipendien in verschiedenen Städten sowie anderen Ehrungen erhielt Jutta Heinrich für ihre Verdienste im Jahr 2017 in Hamburg die Biermann-Ratjen-Medaille des Senats der Freien und Hansestadt Hamburg.

## Bücher
- Alles ist Körper, Frankfurt am Main 1991
- Das Geschlecht der Gedanken, München 1977 (übersetzt ins Niederländische, Finnische, Dänische und Japanische, verfilmt von Gustav Ehmck unter dem Titel „Josephs Tochter“, deutsch-spanische Produktion 1983)
- Eingegangen, Berlin 1987
- Im Revier der Worte, Frankfurt am Main 1994
- Männerdämmerung, Köln 1989
- Mit meinem Mörder Zeit bin ich allein, München 1981 (übersetzt ins Niederländische)
- Sturm und Zwang, Hamburg 1995 (zusammen mit Elfriede Jelinek und Adolf Ernst-Meyer)
- Unheimliche Reise, Hamburg 1998[15]
- Unterwegs, Berlin 1978

## Essays und andere Texte
- Ästhetik und Macht. In: styriarte. Steierische Festspiele, „Spuren des Mythos“, Graz 1995
- Brokdorf – Eine Vision. LP Spoken Word, Hamburg Maritim, 1979
- Das Single. Prosa. In: „Warum heiraten?“, hrsg. von Regula Venske, Klein Verlag 1997
- Dialog mit einer Verstorbenen. Prosa. In: Hamburger Ziegel IV – Jahrbuch für Literatur – 1995/96
- Die Macht aus Blei. Prosa. In: „Weiberjahnn“. Hrsg.: Regula Venske//Frauke Haman, Europäische Verlagsanstalt, 1994
- Die drei neuen Ks – Kanon, Karriere, Kolportage. In: „Wenn Frauen zu sehr schreiben“, Anthologie, hrsg. von Elke Schubert, Tiamat Verlag, Berlin, 1998
- Endlich. In: „Wenn Frauen aus der Rolle fallen“, Edition Sozial, Beltz, 1987
- Gelassen über den Müll gebeugt. Prosa-Anthologie. Hrsg.: Rolfrafael Schröer, tende Verlag, 1995
- Hinab in die Wichtigkeit, sich einen Schnürsenkel zu binden. In: GrauZone, Zeitschrift für neue Literatur, 4. Quartal, 1998
- Kilohertz. In: „Leben im Atomzeitalter – Schriftsteller und Dichter zum Thema unserer Zeit“. Hrsg. von Walter Jen, Moos & Partner, 1987
- Kind meiner Zeit. Essay. In: Hamburger Ziegel 8, Jahrbuch für Literatur, Dölling & Galitz, Hamburg 2002/2003
- Manie. Sexsucht. Mitesser und Tod. In: „Verführungen und Verfügungen“, Ulrike Helmer Verlag, 1998
- Mörder Selbst. Prosa. In: „Evas Biss“, 1995, Psychosozial-Verlag, Freiburg, 2002
- Oberstes Gericht. In: „Du gehst fort, und ich bleib da“. S. Fischer Taschenbuch Verlag, 1989
- Sexualität und Sprechen. Essay. In: Jahrbuch der Erotik, 2003, Ausflug. In: St. Pauli – Streifzüge auf dem Kiez, Nautilus 2006
- Sturm und Zwang. Gespräche mit Prof. Adolf-Ernst Meyer und Elfriede Jelinek, Klein Verlag 1995
- Versuch über eine Abwesende. In: Brankica Bečejac: Ich bin so wenig von hier wie von dort. Nautilus 2006
- Vormittag eines Managers. In: Hamburger Jahrbuch für Literatur ZIEGEL 13, Herausgeber. Dr. Wolfgang Schömel und Jürgen Abel, Dölling & Galitz 2012
- Zitterndes Blau. In: Das Jahrbuch der Erotik XXVIII. Konkursbuch Verlag, Claudia Gehrke 2013–2014